# Narcisse Kouokam
 (10 août 2025).
Le texte peut changer fréquemment, n’est peut-être pas à jour et peut manquer de recul. N’hésitez pas à participer, en veillant à citer vos sources.
Narcisse Kouokam dit Kouokam Nar6 est un humoriste, auteur de sketchs et chansonnier camerounais né le 29 mars 1962 à Bafoussam et mort le 10 août 2025 à Yaoundé au Cameroun.

## Biographie

### Débuts précoces
Narcisse Kouokam est un vétéran de l'humour au Cameroun. Né en 1962, il entame sa carrière comique alors qu'il est encore élève à l'école publique de Tsinga en présentant le sketch L'Homme pressé. Au collège, il affine sa plume et propose La Voiture diplomatique qui devient un ses textes phares. Il est un membre actif de la troupe de théâtre scolaire où il s'adonne à sa passion. Jeune humoriste, Narcisse Kouokam est influencé par Ambroise Mbia, acteur camerounais fondateur des Rencontres Théâtrales Internationales du Cameroun (RETIC).

### Carrière
Kouokam Narcisse parvient à séduire et faire rire les auditeurs camerounais en participant à l'émission Roue libre de Lucien Mamba sur Radio Cameroun dans les années 1980. Avec le chanteur François Misse Ngoh, il est l'une des têtes d'affiche de l'émission de télévision dominicale de culture et de divertissement Tam-Tam week-end. Son acharnement humoristique et sa persévérance sont récompensés. En 1985, il joue pour la première fois au palais de l'Unité à Etoudi.
Surnommé « L’ayatollah de l'humour », Nar6 Kouokam marque sa génération en produisant une diversité de sketchs dénonçant subtilement les torts et travers de la société. Il rentre ainsi dans la postérité avec des titres tels que La coupe est pleine, le discours dort et Appelez-moi honorable. Cette dernière création est associée avec Le Téléphone circulaire et Le Mariage de Miché où l'artiste incarne le personnage d'un député dont le fils est en formation à Paris.
Kouokam Narcisse en tant que PDG des établissements pompes funèbres la bonne mort décortique avec talent des sujets socio-économiques et même politiques à l'instar du vivre ensemble, des campagnes électorales, de la polygamie, de la cupidité ou encore de l'orientation socioprofessionnelle des jeunes. Nar6 Kouokam collabore avec d'autres grands noms de sa génération: Jean Miché Kankan, Essindi Mindja et Dave K. Moktoi.
Le talent de Narcisse Kouokam est reconnu au-delà des frontières de son pays natal. Il est invité à prester lors de  campagne présidentielle d’Omar Bongo Ondimba en 1998. De même, lors de la commémoration des victimes de l’esclavage transatlantique devant le Secrétaire général Ban Ki-Moon, il décrispe l'atmosphère à l’Assemblée générale des Nations Unies en 2009.
En 2019, il célèbre ses 35 ans de carrière à Yaoundé ; la presse camerounaise salue sa longévité de carrière ,. Il joue Le Mariage de Miche sous la direction artistique de son ami et metteur scène, Jacobin Yarro. Il partage à cette occasion l'affiche du palais des congrès de Yaoundé avec la jeune génération humoristique. Notamment Basseek Fils Miséricorde, Jeanne Mbenti, Hoga et Major Assé entre autres.
En 2022 sur les planches de l'Institut Français du Cameroun à Yaoundé, Kouokam Nar6 raconte de manière satirique ses 60 ans de conneries à l'occasion de son soixantième anniversaire en racontant au public son voyage en 2035, date symbolique projetée pour l'émergence du Cameroun. Un rapport annuel du Département d’État des États-Unis a par ailleurs mentionné l’agression dont il a été victime en 2002 à Yaoundé, à la suite de sketches critiquant des abus, l’artiste ayant déposé plainte.

### Mort
Hospitalisé au Centre hospitalier universitaire de Yaoundé, Narcisse Kouokam meurt le 10 août 2025 des suites de complications post-opératoires, après 18 jours de coma, selon sa famille citée par plusieurs médias,,.

## Publication
- J'apprends vite à rire, mon livre unique de comique, 140 p., Éditions Nk. Préfacier : Charly Gabriel Mbock[11].

## Œuvres sélectionnées
- Le match de l’année (EP, 3 pistes, 2019)[12].
- Appelez-moi honorable (sketch, années 1990)[13].
- Téléphone circulaire (sketch, années 2000)[13].
- La coupe Karl Marx ; Le Discours dort (compilations / sketches)[13]